# 사죄단
사죄단(謝罪團)은 1909년에 안중근의 이토 히로부미 살해를 사죄하기 위한 목적으로 대한제국에서 구성된 민간 단체이다. 정식 명칭은 사죄단이나, 결성 과정에서 도일사죄단이나 국민사죄단, 사과대죄단으로도 지칭되었다.
1909년 10월 26일에 하얼빈에서 이토가 안중근의 총격을 받아 사망했다. 이 사건은 조선 사회에 큰 충격을 몰고 왔으며, 특히 범인이 조선인이라는 점에서 일본 제국을 방문하여 직접 사죄해야 한다는 여론이 일각에서 일어났다.
사죄단은 이토 사망 사흘 후인 10월 29일에 일진회 회원들이 발기했다. 발기인들은 “오늘날 한국의 독립과 개명진보는 모두 일본의 덕택”이며 이토는 “한국 중흥의 원훈”이자 동양평화와 황색인종 보호를 위해 노력한 위대한 인물이라고 선언하고, 이토 살해가 결코 대한제국 국민 전체의 뜻이 아니라는 점을 일본 천황과 일본 정계, 일본 국민들에게 직접 알리고 사죄하기 위해 조직되었다고 밝혔다.
11월 25일에 서대문 밖 독립관에서 발기회를 개최하였고, 26일에는 사동(寺洞)에 ‘도일사죄 13도 인민대표 임시회의소’라는 사무실을 열었다. 전국에서 도 대표를 뽑아 일본에 파견될 도일사죄위원을 도별로 선정했다. 13도 대표로 13인이 선정되었으며 이들은 ‘도일사죄 십삼도 인민대표’로 불렸다. 회장에 윤대섭, 총무에 황응두(黃應斗), 회계에 김태환(金台煥), 서기에 양정환(梁貞煥)이 선임되었다. 그러나 일진회의 사주로 결성된 단체임이 드러나면서 일진회 계열과 비일진회 계열의 내분이 생겨났고 비용 마련에도 어려움을 겪게 되었다. 천일은행에서 빚을 내어 파견 자금 3천 원을 마련하려 했으나 뜻대로 되지 않아 일반 모금으로 바꾸었다. 그마저 여의치 않자 부호 십여 명에게 ‘국민대표’라는 감투를 씌워 충당하려 했다. 이로 인해 선정된 대표 가운데 계응규 등 일부가 탈퇴한데다, 천황에 대한 상소도 허가를 받지 못하면서 일정은 사죄단의 계획대로 진행되지 못했다.
결국 13인의 대표 중 황응두·송학승(宋學昇) 등 8명만 12월 19일에 서울에서 출발하였고, 부산에서 여비가 떨어지자 다시 몇 사람이 되돌아갔으며, 이 가운데 송학승과 경주 사람 정인창 2명만 1910년 1월 6일 목적지 도쿄에 도착했다. 도일 대표들은 이토 히로부미의 묘지를 참배하고 사죄문을 낭독한 뒤, 유가족을 방문해 사죄하고 음식을 대접받았다. 《대한매일신보》에는 그들의 행태를 거지에 비유하여 보도하였다. 한국으로 돌아온 대표들은 1월 18일에 귀국보고회를 열었다. 그러나 이후에도 사죄위원들이 지출한 여비와 사무실 유지비 문제로 대한제국 내각에 조처를 취해 달라며 장서를 보내는 등 재정 마련을 둘러싼 잡음이 계속되었다.

## 참고자료
- 친일인명사전편찬위원회 (2004년 12월 27일). 《일제협력단체사전 - 국내 중앙편》. 서울: 민족문제연구소. 61~65쪽쪽. ISBN 8995330724.
- 임종국 (1991년 2월 1일). 〈이또 죽음에 ‘사죄단’ 꾸미며 법석 떨어〉. 《실록 친일파》. 반민족문제연구소 엮음. 서울: 돌베개. 80~88쪽쪽. ISBN 8971990368.